# یاسیکوویتسا
یاسیکوویتسا (به صربی: Jasikovica) یک منطقهٔ مسکونی در صربستان است که در Trstenik واقع شده‌است. یاسیکوویتسا ۶۷۰ نفر جمعیت دارد.